# Jürgen Heinrich Stutzinger
Jürgen Heinrich Stutzinger (* 21. Dezember 1958 in Gelsenkirchen-Buer; † 6. Februar 2018 in Gelsenkirchen) war ein transdisziplinärer Künstler im Ruhrgebiet.

## Leben und Werk
Geboren und aufgewachsen in Gelsenkirchen-Buer, verbrachte Stutzinger zunächst einige Jahre in Hamburg. In das Ruhrgebiet zurückgekehrt, begann er im Jahr 1983 seine künstlerische Arbeit. Von Beginn an setzte sich diese mit der Dokumentation und den Inhalten gesellschaftlicher Prozesse auseinander. Waren seine großformatigen Objekte aus Glas, die so genannten Dokobs, auch immer zentraler Schaffenspunkt, bewegte sich Stutzinger über die Jahre in den unterschiedlichsten Feldern ästhetischer Ausdrucksformen. So ist eine deutliche Linie zu erkennen vom Aufbau des ersten Arbeits- und Aktionsortes „Ground Zero“ in einem Hochbunker in Marl-Sinsen Anfang der 1980er Jahre über das Schaffen von Kurzfilmen, Audio- und Videoinstallationen, dem Verlegen einer Kunstzeitung („Entrefilet“) und der Gründung der „Deutschen Kunst Manufaktur“ im Jahr 2009 bis hin zur Reanimation der Salon-Kultur, die er ab 2005 in seinem Wohn-Atelier zelebrierte.
Das seit 1996 bestehende „Kybernetikon Ruhr“ verdeutlicht den Kern von Stutzingers künstlerischer Arbeits- und Seinsform. Als „soziale Skulptur in progress“ ist das Kybernetikon ein mit modernsten Kommunikationstechnologien erschaffenes mehrdimensionales Kunstwerk und Dokumentationsinstrument. Es versteht sich als gezielter Selbstabdruck einer bestimmten Region, dessen Knotenpunkt die Kunstschaffenden sind, die in dieser Region leben und arbeiten.

## Einzel- und Gruppenausstellungen (Auswahl)
- 1988–1990: Die Kirschen der Freiheit
- 1996: Odyssee Love Hotel, Documentahalle
- 1996: Dokumentarobjekte
- 1998: Oberhausener Kurzfilmtage
- 2001: Kunst zum Bürger II
- 2002–2004: Mythos
- 2006: Ballkünstler – Künstlerball
- 2009: galerie nullneun
- 2010: Sommerakademie Ruhr[1]

## Ausstellungskataloge (Auswahl)
- „Die Kirschen der Freiheit“, Texte: Andrea Baranski, Karin Clermont, Herausgeber: Aktion gegen Krieg, Gelsenkirchen (1988)
- „20 Jahre Quadrat – 20 Jahre Bottroper Künstler 1976-1996“, Redaktion: Ulrich Schuhmacher, Herausgeber: Stadt Bottrop (1996)
- „ballkünstler – künstlerball“, Herausgeber: Kunstverein Gelsenkirchen e. V. (2006)